# Дікальчук Богдан Іванович
Богдан Іванович Дікальчук (нар. 4 лютого 1963, м. Червоноград Львівської області, Україна) — український журналіст. Член НСЖУ (1986). Відмінник освіти України (2002). Лауреат конкурсу «Людина року» (2009, Тернопільщина).

## Життєпис

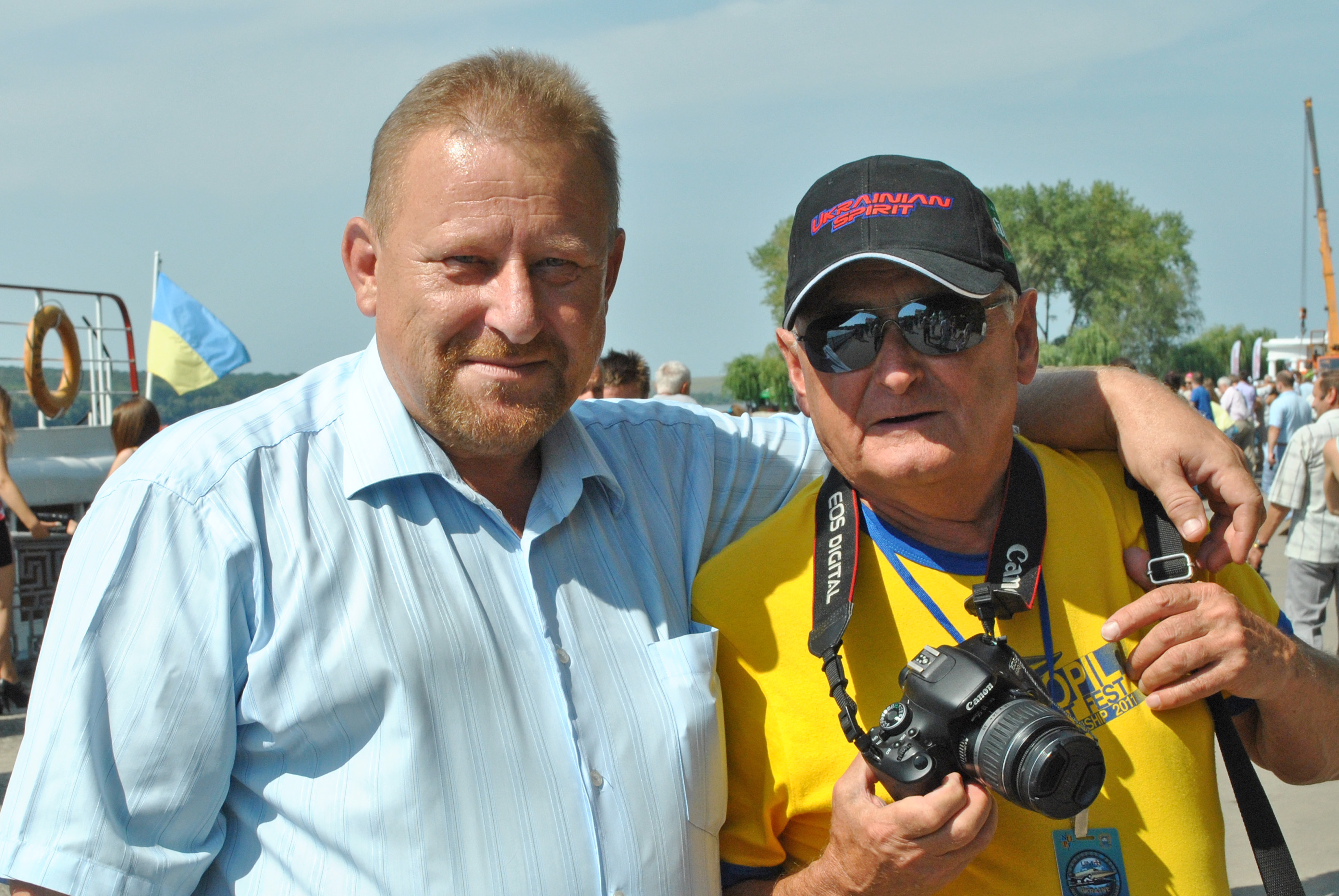
Богдан Дікальчук і Василь Бурма

1985 закінчив факультет журналістики Київського університету (нині Інститут журналістики Київського національного університету імені Тараса Шевченка).
Відтоді — у редакції газети «Вільне життя» (м. Тернопіль): перекладач, кореспондент, заступник відповідального секретаря, комерційний директор, заступник головного редактора.
Матеріали на спортивні теми опубліковані у газетах «Український футбол», «Спортивна газета», «Час і події» (Чикаго, США), журналі «Олімпійська арена» та інших.
Співавтор книги «Копаний м'яч» (1993).